# Notoncus
Notoncus is een geslacht van mieren uit de onderfamilie van de Formicinae (Schubmieren).

## Soorten
- N. capitatus Forel, 1915
- N. ectatommoides (Forel, 1892)
- N. enormis Szabó, 1910
- N. gilberti Forel, 1895
- N. hickmani Clark, 1930
- N. spinisquamis (André, 1896)